# توماس لویبل
توماس لویبل (آلمانی: Thomas Loibl) بازیگر اهل آلمان است.
از فیلم‌ها یا مجموعه‌های تلویزیونی که وی در آن‌ها نقش داشته‌است، می‌توان به شریته و تونی اردمان اشاره نمود.